# Домашнее насилие в Аргентине
Домашнее насилие в Аргентине является серьёзной проблемой по мнению ряда аргентинских общественных организаций.
Начиная с 1990-х годов, правительство Аргентины предпринимает шаги для решения этой проблемы. Однако политику Аргентины критиковали за её слабость, в первую очередь из-за того, что она сосредоточена на гражданских, а не на уголовных делах с этой формой насилия, а также за примирение между жертвой и преступником. Политика по борьбе с домашним насилием также осложнилась из-за децентрализованного характера страны: Аргентина, будучи федеральным государством с 23 провинциями, вызвала значительные региональные различия между провинциальными политиками в отношении домашнего насилия, при этом женщины по всей стране имели разный уровень защиты.

## Правовая ситуация
Аргентинский Ley Nacional 24.417 от 1994 года был первым законом о насилии в семье. В соответствии с этим законом домашнее насилие определяется как «травма, физическое или психологическое насилие» (lesiones o maltrato físico o psíquico) со стороны членов семьи. В 2009 году был принят гораздо более широкий закон: Ley de protección integration para previr, sancionar y erradicar la violencia contra las mujeres en los ámbitos en que desarrollen sus relacion es interpersonales [Ley 26.485] (Всеобъемлющий закон о профилактике, Наказание и искоренение насилия в отношении женщин в их межличностных отношениях [Закон 26.485]). Этот новый закон определяет многие формы домашнего насилия, которых не было в прежнем законе.

## Общественная поддержка
Государственные и частные учреждения предлагают программы профилактики, а также оказывают поддержку и лечение женщинам, подвергшимся жестокому обращению. Как правило, жалобы на насилие в семье рассматриваются в гражданских судах, которые могут обеспечить меры защиты, в том числе запретить правонарушителю находиться дома или на рабочем месте жертвы. В 2012 году Конгресс принял закон о борьбе с фемицидами, предусматривающий более строгие наказания виновных в убийстве своих супругов, партнёров или детей в результате гендерного насилия.